# Nika Gilauri

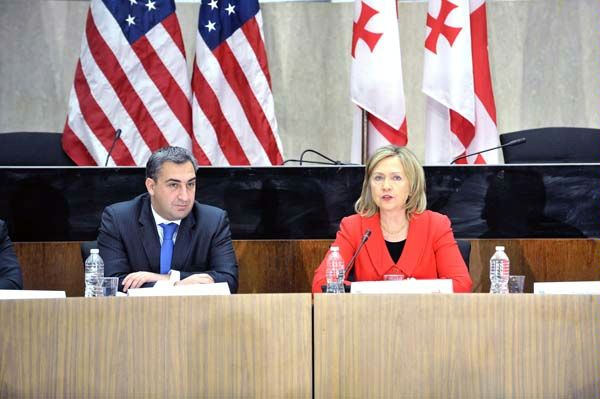
Nika Gilauri i Hillary Clinton. (2010)

Nikoloz „Nika” Gilauri (gruz. ნიკოლოზ (ნიკა) გილაური, ur. 14 lutego 1975 w Tbilisi) – gruziński polityk, minister energetyki (2004–2007), minister finansów (2007–2009) oraz wicepremier Gruzji (2008-2009). Premier Gruzji od 6 lutego 2009 do 4 lipca 2012.

## Życiorys
Nika Gilauri studiował międzynarodowe stosunki gospodarcze na Państwowym Uniwersytecie Tbilisi. W 1998 ukończył naukę języka angielskiego w Bournemouth College w Wielkiej Brytanii. W 1999 ukończył finanse i ekonomię na Uniwersytecie w Limerick w Irlandii. Od 1999 do 2000 studiował w Temple University w Filadelfii. W 2000 uzyskał tytuł magistra zarządzania międzynarodowym biznesem.
Równolegle do studiów, w 1999 rozpoczął pracę w Dublin International Financial Centre jako menedżer ds. zarządzania majątkiem. W 2000 został konsultantem finansowym ds. projektów oszczędzania energii w Philadelphia Small Business Development Centre. W 2001 został doradcą finansowym w gruzińskiej firmie Telecom, a rok później konsultantem finansowym ds. gruzińskiego rynku energetycznego dla hiszpańskiej korporacji Iberdrola. W latach 2003–2004 był konsultantem irlandzkiej kompanii ESB w ramach kontraktu z Gruzińskim Państwowym Systemem Elektrycznym.

## Kariera polityczna
Po rewolucji róż, 17 lutego 2004 objął w nowo utworzonym rządzie Zuraba Żwanii stanowisko ministra energetyki. 30 sierpnia 2007 objął funkcję ministra finansów. 9 grudnia 2008 otrzymał nominację na stanowisko pierwszego wicepremiera w rządzie Grigola Mgalobliszwilego.
30 stycznia 2009 premier Mgalobliszwili ogłosił swoją rezygnację ze stanowiska z powodów zdrowotnych i na swego następcę wyznaczył Nikę Gilauriego. Tego samego dnia prezydent Micheil Saakaszwili powierzył Gilauriemu urząd premiera Gruzji. 6 lutego kandydaturę Gilauriego zatwierdził parlament. W głosowaniu nowego premiera poparło 106 parlamentarzystów, a 8 było przeciw.
30 czerwca 2012 prezydent Saakaszwili ogłosił rezygnację Gilauriego ze stanowiska szefa rządu, desygnując jednocześnie na to stanowisko ministra spraw wewnętrznych Iwane Merabiszwiliego. Zdaniem komentatorów zmiany w rządzie miały stanowić nowe otwarcie przed zaplanowanymi na październik wyborami parlamentarnymi. Nowy rząd zaprzysiężony został 4 lipca 2012 i zapowiedział skupienie się na sprawach bezrobocia, rolnictwa i opieki zdrowotnej. Nika Gilauri objął stanowisko prezesa państwowej spółki JSC Partnership Fund.